# Kurt Schönbach
Kurt Schönbach (* 11. April 1893 in Hermsdorf unterm Kynast; † unbekannt) war ein deutscher Unternehmer und Naturschützer.

## Leben
Schönbach wurde im schlesischen Riesengebirge als Sohn eines Lederhändlers geboren, wo er bereits in seiner Kindheit und Jugend eine tiefe Liebe zur Natur und ihrer Tierwelt entwickelte. Wie sein Vater wurde auch er Lederhändler. Er gründete 1919 eine Lederhandlung in Görlitz und übernahm zehn Jahre später eine Lederhandlung in Großenhain.
1953 wurde er Naturschutzbeauftragter des Kreises Großenhain. Als solcher betreute er u. a. das Naturschutzgebiet Zschorna, setzte sich für die Erhaltung der Störche und gegen den Missbrauch von Luftdruckwaffen ein. Viele seiner Natur- und Tierbeobachtungen hielt er in Foto und Film fest und hielt mit seinem Bildmaterial zahlreiche Vorträge im Kreisgebiet. Daneben wirkte er im Kulturbund der DDR bei den Natur- und Heimatfreunden, im Jagdbeirat und bei der Ausbildung von Naturschutzhelfern mit. Außerdem war er Mitglied der Kommission zur Verschönerung der Stadt Großenhain.